# اندری تووه
اندری تووه (انگلیسی: Andriy Tovt؛ زادهٔ ۱۲ مارس ۱۹۸۵) بازیکن فوتبال اهل اوکراین است.
از باشگاه‌هایی که در آن بازی کرده‌است می‌توان به باشگاه فوتبال ماریوپول اشاره کرد.